# R. M. W. Dixon
Robert Malcolm Ward „Bob“ Dixon, meist kurz R. M. W. Dixon (* 25. Januar 1939 in Gloucester, England) ist ein britisch-australischer Sprachwissenschaftler, der seit 2008 Professor für Sprachwissenschaft am Cairns Institute der James Cook University in Queensland (Australien) ist.
Dixon hat vor allem auf dem Gebiet der australischen Sprachen und südamerikanischen Sprachen gearbeitet, hat sich aber auch mit allgemeinen sprachtypologischen Fragestellungen, z. B. dem Phänomen der Ergativität und der Untersuchung der Vorgänge bei Sprachkontakt, beschäftigt.
Besonders bekannt ist seine Grammatik des Dyirbal, weil sie als gutes Beispiel für die erfolgreiche Vermeidung einer unreflektierten Anwendung von Kategorien, die zur Beschreibung europäischer Sprachen entwickelt wurden, auf ganz anders funktionierende Sprachen gilt.
1998 wurde er zum korrespondierenden Mitglied der British Academy gewählt.

## Veröffentlichungen (Auswahl)
- The Dyirbal language of North Queensland. Cambridge University Press, Cambridge 1972.
- A grammar of Yidiny. Cambridge University Press, Cambridge 1977.
- Where Have All the Adjectives Gone? De Gruyter, Berlin 1982.
- A grammar of Boumaa Fijian. University of Chicago Press, Chicago 1988.
- Ergativity. Cambridge University Press, Cambridge 1994.
- The rise and fall of languages. Cambridge University Press, Cambridge 1997.
- Australian languages: their nature and development. Cambridge University Press, Cambridge 2002.
- The Jarawara language of southern Amazonia. Oxford University Press, Oxford 2004.
- Basic linguistic theory. Oxford University Press, Oxford 2010.
  - Band 1: Methodology. 2010.
  - Band 2: Grammatical topics. 2010.
  - Band 3: Further grammatical topics. 2012.
- I am a linguist. Brill, Leiden 2011 (Autobiographie)[2]

Mit Alexandra Y. Aikhenvald war er Herausgeber des auf Feldforschung beruhenden sprachtypologischen Werkes The Amazonian languages bei Cambridge University Press, Cambridge 1999, ISBN 0-521-57021-2.